# 埃廷豪森
埃廷豪森是德国莱茵兰-普法尔茨州的一个市镇。总面积2.38平方公里，总人口314人，其中男性156人，女性158人（2011年12月31日），人口密度132人/平方公里。